# 시어도어 로치

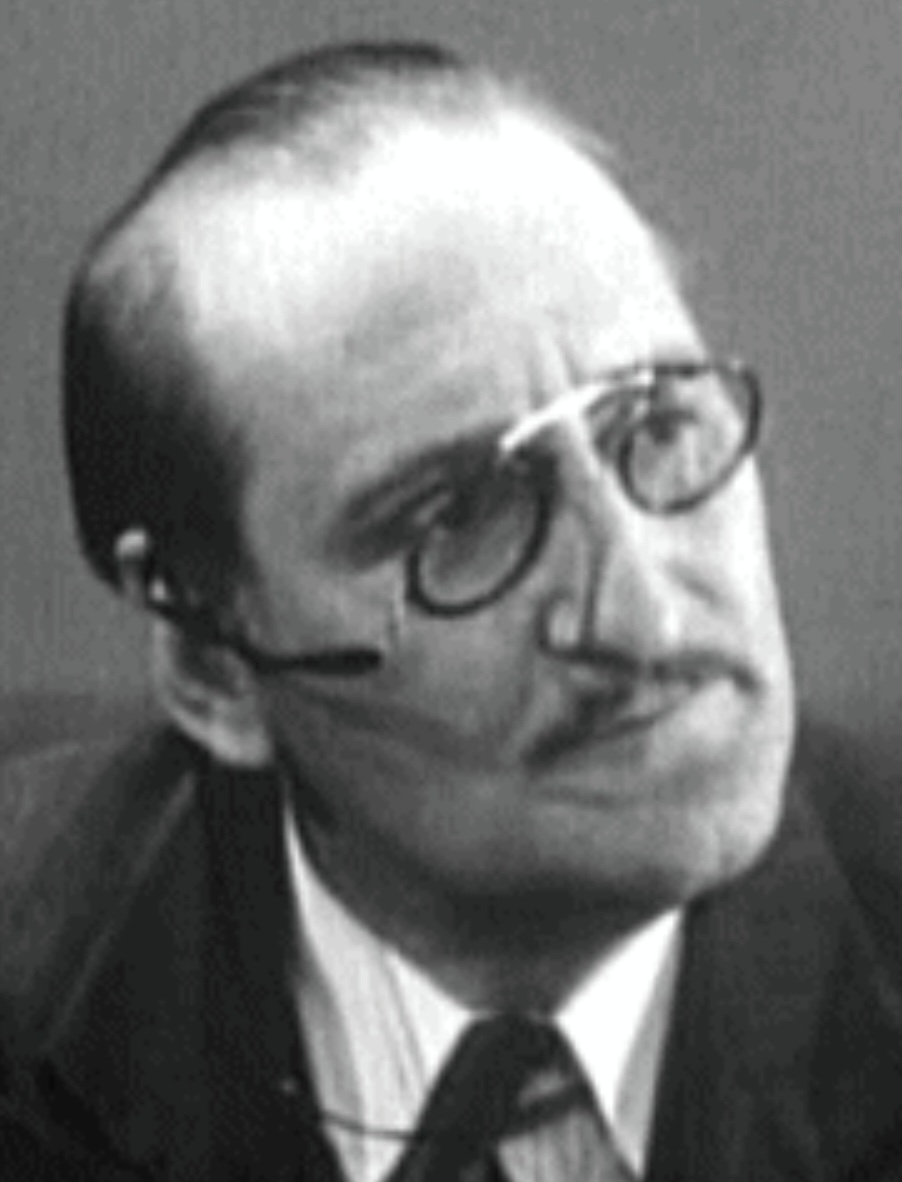

시어도어 로치(영어: Theodore Lorch, 1873년 9월 29일 ~ 1947년 11월 12일)는 미국의 배우이다.
일리노이주 스프링필드에서 태어났으며 캘리포니아 캐머릴로에서 사망하였다. 포리스트 론 메모리얼 파크에 매장되었다.

## 영화
- 부두 맨 (1944년)
- 헬로우 프리스코, 헬로우 (1943년)
- 더 글래스 키 (1942년) - 디너 게스트 역
- 벅 로저스 (1939년)
- 조로 파이팅 리전 (1939년)
- 역마차 (1939년)
- 딕 트레이시 (1937년)
- 쇼 보트 (1936년)
- 플래쉬 고든 (1936년)
- 플래쉬 고든 (1936년)
- 렉클리스 (1935년)
- 바르바리 해안 (1935년)
- 키드 밀리언스 (1934년)
- 후피! (1930년)
- 프리 앤 이지 (1930년)
- 어 레이디스 모랄스 (1930년)
- 쇼 보트 (1929년)
- 씨 호크 (1924년)
- 라스트 모히칸 (1920년)